# 丹比 (紐約州)
丹比（英語：Danby）是一個位於美國紐約州湯普金斯縣的鎮。

## 人口
根據2020年美國人口普查的數據，丹比的面積為139.28平方千米，當中陸地面積為138.70平方千米，而水域面積為0.58平方千米。當地共有人口3457人，而人口密度為每平方千米25人。